# لیبرتی‌ویل (ایلینوی)
لیبرتی‌ویل (به انگلیسی: Libertyville) یک روستا در ایالات متحده آمریکا است که در شهرستان لیک، ایلینوی قرار دارد. لیبرتی‌ویل ۰٫۶۹ کیلومتر مربع مساحت و ۲۰٬۳۱۵ نفر جمعیت دارد.